# Luco dei Marsi
Luco dei Marsi község (comune) Olaszország Abruzzo régiójában, L’Aquila megyében.

## Fekvése
A megye déli részén fekszik. Határai: Avezzano, Canistro, Capistrello, Celano, Civita d’Antino, Civitella Roveto és Trasacco.

## Története
Elődje egy i. e. 4. században, a marsicusok által alapított Anxa nevű város volt. A mai települést a 10. században alapították bencés szerzetesek. A következő századokban nemesi birtok volt. Önállóságát a 19. század elején nyerte el, amikor a Nápolyi Királyságban felszámolták a feudalizmust. Középkori épületeinek nagy része az 1915-ös földrengésben elpusztult.

## Népessége
A népesség számának alakulása:

## Főbb látnivalói
- Sant’Antonio Abate-templom
- Santa Maria delle Grazie-templom
- San Giovanni Battista-templom
- Madonna dell’Ospedale-templom
- San Vincenzo Ferreri-kápolna